# 布罗 (曼恩-卢瓦尔省)
布罗（法語：Broc，法語發音：[bʁo] ⓘ）是法国曼恩-卢瓦尔省的一个旧市镇，属于索米尔区。2016年12月15日，布罗和相邻的另外13个市镇合并为新市镇努瓦扬维拉日（Noyant-Villages）。

## 地理
布罗（47°34'46"N, 0°9'59"E）面积21.23 平方千米，位于法国卢瓦尔河地区大区曼恩-卢瓦尔省，该省份为法国西部内陆省份，大致对应安茹地区，北起顺时针与马耶讷省、萨尔特省、安德尔-卢瓦尔省、维埃纳省、德塞夫勒省、旺代省、大西洋卢瓦尔省和伊勒-维莱讷省接壤。
与布罗接壤的市镇（或旧市镇、城区）包括：莫讷河畔马西伊、维利耶欧布安、沙洛讷苏勒吕德、希涅、拉沙佩勒欧舒、迪塞苏勒吕德、勒吕德。
布罗的时区为UTC+01:00、UTC+02:00（夏令时）。

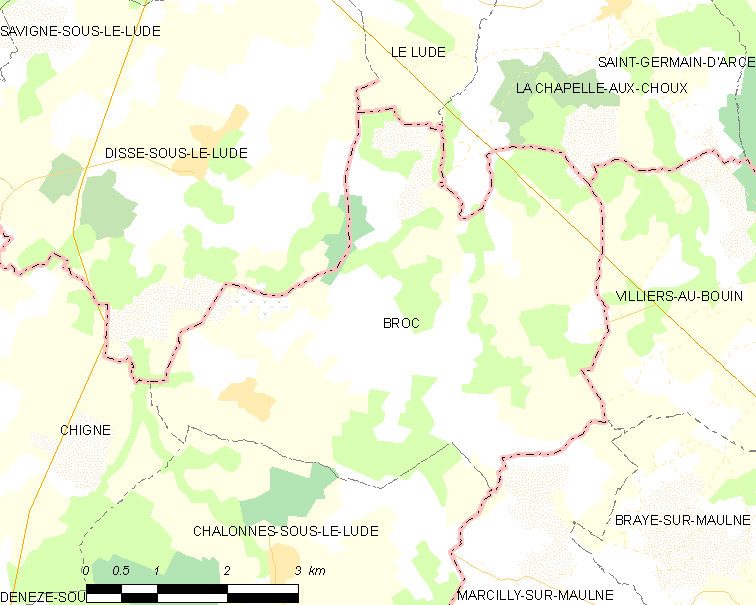
布罗的OSM定位图

## 行政
布罗的邮政编码为49490，INSEE市镇编码为49052。

## 政治
布罗所属的省级选区为安茹地区博福尔县。

## 人口

1962-2008年间布罗人口变化图示

布罗于2018年1月1日时的人口数量为329人。